# Tord Lundström
Temple de la renommée de l'IIHF : 2011
Temple de la renommée du hockey suédois : 2014
Tord Lundström (né le 4 avril 1945 à Kiruna en Suède) est un joueur professionnel suédois de hockey sur glace.

## Carrière
En 1973, il commence sa carrière avec les Red Wings de Détroit dans la Ligue nationale de hockey.

## Statistiques
| Saison     | Équipe               | Ligue      |    | Saison régulière | Saison régulière | Saison régulière | Saison régulière | Saison régulière |   | Séries éliminatoires | Séries éliminatoires | Séries éliminatoires | Séries éliminatoires | Séries éliminatoires |
| Saison     | Équipe               | Ligue      | PJ | B                | A                | Pts              | Pun              | PJ               | B | A                    | Pts                  | Pun                  |                      |                      |
| 1973-1974  | Red Wings de Détroit | LNH        | 11 | 1                | 1                | 2                | 0                | -                | - | -                    | -                    | -                    |                      |                      |
| 1975-1976  | Brynäs IF            | Elitserien | 35 | 21               | 27               | 48               | 16               | -                | - | -                    | -                    | -                    |                      |                      |
| 1976-1977  | Brynäs IF            | Elitserien | 36 | 16               | 18               | 34               | 37               | -                | - | -                    | -                    | -                    |                      |                      |
| 1977-1978  | Brynäs IF            | Elitserien | 36 | 20               | 14               | 34               | 28               | -                | - | -                    | -                    | -                    |                      |                      |
| 1978-1979  | Brynäs IF            | Elitserien | 36 | 12               | 13               | 25               | 29               | -                | - | -                    | -                    | -                    |                      |                      |
| Totaux LNH | Totaux LNH           | Totaux LNH | 11 | 1                | 1                | 2                | 0                | -                | - | -                    | -                    | -                    |                      |                      |